# あぶく
「あぶく」は、クレイジーケンバンド8枚目のシングル。2004年12月1日発売。発売元はサブスタンス。

## 概要
1年10ヶ月ぶりのシングルは、既発アルバム『Brown Metallic』からのリカットシングル。アルバムとミックスが異なる。タイトルチューンMV収録DVD付。MV監督は大谷健太郎・渋谷和行。MV集「CKBMV」同時発売。

## 収録曲
特記以外作詞・作曲・編曲：横山剣
CD
1. あぶく(4:42)
2. 朝(1:40)
3. 殺したいほど好き～情念のミックス(CKB-Annex Remix)(3:42)
  - アルバム『Brown Metallic』収録曲リミックス
4. Cosmic Night Run～満漢全席仕様(CKB-Annex Remix)(6:11)
  - 作詞・作曲：m-flo・クレイジーケンバンド
  - アルバム『ASTROMANTIC』収録曲のリミックス
5. あぶく（KARAOKE）(4:51)

DVD
1. あぶく（MV）

## 収録アルバム
- オリジナル『Brown Metallic』（2004年6月23日）
- オリジナル『クレイジーケンバンド・ベスト 鶴』（2010年2月24日）

## タイアップ
- あぶく：映画「約三十の嘘」主題歌
- 朝：映画「約三十の嘘」オープニングテーマ